# Frederick Methvan Whyte
Frederick Methvan Whyte (geboren am 2. März 1865; gestorben 1941) war ein amerikanischer Maschinenbauer und Eisenbahningenieur
niederländischer Herkunft, der für die New York Central Railroad in den Vereinigten Staaten arbeitete. Er ist bekannt als Verfasser der Whyte-Kodifizierung, um die verschiedenen Radanordnungen von Dampflokomotiven im Jahre 1900 zu beschreiben.
Die nicht nur in den USA und Großbritannien, sondern auch allgemein im englischen und im gesamten spanischen Sprachraum sowie in Kanada und Brasilien gebräuchliche Whyte-Notation zählt bei einer Lokomotive die aufeinanderfolgenden Laufräder und Treibräder (nicht die Achsen!) unterschiedslos mit arabischen Ziffern in der Reihenfolge von vorn nach hinten mit Trennstrichen zwischen den Radsatzgruppen. (Bauartbezeichnung von Triebfahrzeugen).
In einer Eisenbahnliteratur wird er auch als „F.M. White“, mit der anglisierten Schreibweise seines Namens, erwähnt. Darüber hinaus buchstabieren einige Referenzen auch seinen Vornamen anders.